# Sozialhilfe
Sozialhilfe ist eine gesetzlich geregelte bedarfsorientierte Sozialleistung für hilfebedürftige Personen (auch: Mindestsicherung).
Sozialhilfe gibt es vorwiegend nur in den wohlhabenderen Industriestaaten, wogegen in Drittweltstaaten keine Sozialhilfe gezahlt wird. Sehr unterschiedlich ausgestaltet ist die Situation in Schwellenländern.
Zu der Rechtslage in verschiedenen Ländern:
- Sozialhilfe (Deutschland)
- Sozialhilfe (Schweiz)
- Sozialhilfe (Österreich)
- Revenu de solidarité active (Frankreich)
- Reddito di Cittadinanza (Italien)